# Lophotermes
Lophotermes es un género de termitas isópteras perteneciente a la familia Termitidae que tiene las siguientes especies:
1. Lophotermes aduncus
2. Lophotermes brevicephalus
3. Lophotermes crinitus
4. Lophotermes leptognathus
5. Lophotermes parvicornis
6. Lophotermes pectinatus
7. Lophotermes pusillus
8. Lophotermes quadratus
9. Lophotermes septentrionalis